# Religie van A tot Z
Dit is een lijst met alle pagina's van A tot Z met betrekking tot religie:
Zie ook het portaal religie. Voor een thematische indeling, ga naar: Fenomenologie van de religie.

## A
Aäron - Aanbidding - Aartsbisschop - Aartsengel - Abba (vader) - Abdij - Abednego - Abel - Abdis - Abia - Abiam - Abigail / Abigaïl - Abihu - Abimelech - Abinadab - Abiram - Abisaï - Abjathar - Abner - Abraham - Abrahamitische religies - Abram - Absalom - Abt - Achab - Achan - Achaz - Achimelech - Achis - Achitofel - Acht Voorschriften - Achtvoudige Pad - Acoliet - Adam - Adams, Don Alden - Adam's Peak - Adi-Granth - Ad Limina - Adonia - Advent - Afgod - Afhankelijk ontstaan - Aflaat - Afrikaanse Hebreeërs - Afvallige - Agag - Agnosticisme - Ahimsa - Ahmadiyya - Ahasveros - Ahazia - Ahia - Aholiab - Ajahn Chah - Ajahn Mun - Ajahn Sumedho - Alara Kalama - Alevieten - Allah - albe - Allegorie - Allerheiligste - Almudena-kathedraal - Altaar - Amasa - Amazia - Ambapali - Ambo - Amict - Amitabha - Amnon - Amon - Ampul - Amram (zoon van Kahath) - Amulet - Anagami - Ananda - Ananda Maitreya - Ananda Marga - Ananda Purnima - Anandamurti, Shrii Shrii - Ananda sutram - Anathapindika - Andreas - Angelologie - Angulimala - Animisme - Antependium - Antroposofie - Antichrist - Anuradhapura - Anuruddha - Apocalyps - Apocrief - Apollinarisme - Apostelen - Apostolische Vaders - Arahant - Ararat - Arische invasietheorie - Arjuna - Ark van het Verbond - Ark van Mozes - Ark van Noach - Arpachsad - Artachsasta - Arya Samaj - Asa - Asaël - Asaf - Asalha Puja - Asana - Ascese - Aser - Koning Asoka - Assaji - Astrologie - Aswoensdag - Ásatrú - Athalia - Atheïsme - Atisha - Augustinus - Aura - Avalokitesvara - Avatar - Avesta - Avondmaal - Ayya Khema - Azarja

## B
Ban - Baka Brahma - Bardo - Baret - Basiliek - Bethlehem - Benares - Bhagavad gita - Bhagavan - Bhagwan - Bhakti - Bhakti-yoga - Bedevaart - Beeldenstorm - Bekering - Beschermheilige - Besnijdenis - bhikkhu - bhikkhuni - Biecht - Bijbel - Bimbisara - Binaural beat - Bindi - Bisdom - Bisschop - bladek - Bodhgaya - Bodhi - Bodhiboom - Bodhidharma - Bodhisatta/Bodhisattva - Boeddha - Boeddhisme - Boeddhisme en vegetarisme - Boeddhisme per land - Boeddhisme van A tot Z - Boeddhistische bedevaart - Boeddhistische jaartelling - Boeddhistische concepten - Boeddhistische geschriften - Boeddhistische kosmos - Boeddhistische lokale termen - Boeddhistische religies en stromingen - Boeddhistische tempel - Boeddhistische termen (Pali en Sanskriet) - Boek van Mormon - Bogomielen - Bön - Bonnet - Borobudur - Bovennatuurlijk - Brahma - Brahman - Brahmaan - Brahmanisme - Brahmo Samaj - Briet mila - Bron Q - Buddhadasa - Bursa

## C
Calvijn, Johannes - Candomblé - Canon van de Bijbel - Catechese - Catechismus - Celibaat - Chakra - Changchub Dorje - Chanoeka - Charismatisme - Chassidisch jodendom - Chelid - Chiliasme - Chödrag Gyatso - Chögyam Trungpa - Chöying Dorje - Chrisma - Christendom - Christengemeenschap - Christologie - Ciborie - Ciborievelum - Cingel - Circarie - Coenobiet - Communie - Concilie - Confessie - Confucius - Confucianisme - Conopeum - Consecratie - Corporale - Credens - Cruz de la Parra - Czestochowa

## D
Dalai lama - Dalmatiek - Daniel - De Christengemeenschap - Decaloog - Deïsme - Dekenaat - Demon - Deshin Shegpa - Deva - Devadatta - Devotie in het boeddhisme - Dhamma - Dharma - Dharma (boeddhisme) - Dharma (hindoeïsme) - Dharma (yoga) - Diaspora - Diaken - didache - Digambar - Diwali -Dogma - Dogmatiek - Doksaal - Donar - Doodzonde - Doop - Doopsel - Dominee - Drepungklooster - Drie karakteristieken - Drie-eenheid - Drie-eenheid (hindoeïsme) - Driekoningen - Druïdisme - Druzisme - Dualisme - Düdül Dorje - Duivel - Duivelsverzen - Duizendjarig rijk - Düsum Khyenpa - Dzogchen

## E
Eindtijd - Elkesaieten - Ellora - Engel - Enlil - Epifanie - Epiklese - Episcopalisme - Epistel - Erfzonde - Eschatologie - Esoterie - Eucharistie - Evangelie - Evangelie volgens Johannes - Evangelie naar Judas - Evangelie volgens Lucas - Evangelie volgens Marcus - Evangelie volgens Matteüs - Evangelie van Maria Magdalena - Evangelie van Thomas - Evangelisch christendom - Evangelische Gezangen - Exarchaat - Excommunicatie - Exegese

## F
Fa Xian - Falun Gong - Farizeeërs - Fatwa - Fa Xian - Fenomenologie - Fetisj - Fetisjisme - Filokalia - Franz, Frederick William - Fundamentalisme

## G
Ganesh - 
Ganges - 
Garoeda - 
Gautama Boeddha - 
Gebed - 
Gendün Drub - 
Gendün Gyatso - 
Geest - 
Geloof - 
Geloofsbelijdenis - 
Gelug - 
Geluk (emotie) - 
Gemara - 
Genade - 
Geschiedenis van het boeddhisme - 
Geschiedenis van het christendom - 
Geschiedenis van de islam - 
Gnosticisme - 
Gnostiek - 
God - 
Godin -
God in het boeddhisme -
Godsbewijs - 
Godslamp - 
Goed en kwaad - 
Goede Vrijdag - 
Goeroe - 
Goud, wierook en mirre - 
Gregoriaans -
Grieks-orthodoxe Kerk -
Gyancain Norbu

## H
Habijt - Hadith - Hadj - Halacha - Hanuman - Haredi jodendom - Hare Krishna - Heiden - Heidendom - Heilig boek - Heilige - Heilige (boeddhisme) - Heilige (christendom) - Heilige Geest - Heilig-Hart-verering - Heilige oliën - Heks - Hel - Hemel - Hemelvaartsdag - Henotheïsme - Henschel, Milton George - Hermes Trismegistus - Herodes Agrippa I - Herodes Agrippa II - Hiernamaals - Hindoeïsme - Hidjra - Hinayana - Hogepriester - Hogepriester (Samaritanen) - Holi - Hoofdzonde - Homilie - Hoofdaltaar - Hostie - Hsing Yun - hubal - Humanisme - Huwelijk

## I
Iconenverering - Imam - Immanentie - Inanna - Incarnatie - INRI - Ishta Deva - Ishvara - ISKCON - Islam - Isma'iliten - Israël - Itihasa

## J
Jack Kornfield - Jacobus - Jaïnisme - Jampäl Gyatso - Jansenisme - Jehova - Jehova's getuigen  - Jeremia - Jeruzalem - Jesaja - Jezus - Jhāna - Jihad - Jñāna-yoga - Jodendom - Jokhang - Jom Kipoer - Jona - Josia - Jozef - Jozua - Judaïsme - Juda - Judas de briefschrijver - Judas de Galileeër - Judas Iskariot - Judas Makkabeüs - Judas Taddeüs - Judas (Hasmoneeën) - Jupiter

## K
Kabbala - Karma - Kagyü - Kalachakra - Kálii - Kalu Rinpoche - Kandy - Kapel - Kapelaan - Philip Kapleau - Kardinaal - Kardinale deugden - Karma - Kagyü - Karma Pakshi - Karma-yoga - Karmapa - Kaste - Katharen - Kathedraal - Kathina - Kazuifel - Kelk - Kelkgerei - Kelklepeltje - Kelkvelum - Kälsang Gyatso - Kerk - Kerkenraad - Kerkleraar - Kerkorgel - Kerkvader - Kerstmis - Ketterij - Kevelaer - Khakyab Dorje - Khandhas - Khädrub Gyatso - King, Dr. Martin Luther - Kiirtan - Klooster - Kloosterorde - Knorr, Nathan Homer - Koan (Zen) - Koninkrijk van God - Koor - Koorgebed - Koorhemd- Koorkap - Koran - Kovel - Kosmos - Krishna - Krishnamurti, Jiddu - kroniek van het boeddhisme - Kruis - Kruisweg - Kshattriya - Kundalini-yoga

## L
Laatste Oordeel - Latijn - Lector - Leek - Lekenbroeder - Lekenpriesters - Leven - Lichaam - Levenswiel - Lichaam van Christus - Lijst van religies - Liturgie - Liturgische kleuren - Liturgisch vaatwerk - Lobsang Chökyi Gyaltsen - Lobsang Trinley Chökyi Gyaltsen - Longchenpa - Lotusbloem - Lourdes - Ngawang Lobsang Gyatso - Lumbini - Lungtog Gyatso - Lunula - Luther, Maarten -

## M
Maangod - Maagdelijke geboorte - Magha Puja - Magie - Mahabharata - Maha Brahma - Mahakala - Mahakaula - Mahakasyapa - Maha Moggallana - Mahayana-boeddhisme - Mahamudra - Mahdi - Mahinda - Mandaeërs - Mandala - Manicheïsme - Mantra - Mantra-yoga - Maria - Maria Hemelvaart - Martelaar - Masorti jodendom- Maitreya - Maya - Medina - Meditatie - Meditatie over de dood - Medjugorje - Mekka - Mesach - Messias - Metropoliet - Metta - Metta meditatie - Middenweg - Mikyö Dorje - Milarepa - Mimamsa - Mindfulness - Mis - Misjna - Miskelk - Missie -Modekngei - Modern-orthodox jodendom - Moerti - Mohammed - Moksha - Monica (heilige) - Monisme - Monnik - Monarchianisme - Monofysitisme - Monolatrisme - Monotheïsme - Monstrans - Montanisme - Mormoons dieet - Moskee - Moslim - Mozes - Mystiek - Mysticisme - Mijter - Mythe

## N
Naga - Nagasena - Naropa - Natuur - Navelstaren - Nestorianisme - New Age - Nieuwe Bijbelvertaling - Nieuwe religieuze beweging - Nieuwe Testament - Nirvana - Niyama -Non - Norbertus - Nu-causaliteit - Nuntius - Nyanasamvara Suvaddhana - Nyaya - Nyingma

## O
Occultisme - Odin - Oecumene - Om - Oliesel - Om mani padme hum - Omroeppastoraat - Onbevlekte ontvangenis - Onderpastoor - Ongelovigen - Oosterse Kerken - Oosters-orthodoxe kerken - Oosters-katholieke kerken - Openbaring - Opperrabbijn - Oppositie tegen nieuwe religieuze bewegingen en sekten - Opstanding - Organisatie Hindoe Media (OHM) - Orgyen Trinley Dorje - Oriëntaals-orthodoxe kerken - Orthodox jodendom - Orthodoxie - Osho (Rajneesh) - Oudgelovigen - Oude Testament

## P
Paaszaterdag - Padmasambhava - Paganisme - Pagode - Pali - Pali-canon - Palla - Palmzondag - pänchen lama - Panentheïsme - Pantheïsme - Paradijs - Parama Purusha - Parament - Paramita - Parinibbana - Parochie - Parochievicaris - Pasen - pastafarianise - Pastoor - Pastor - Pateen - Pater - Patimokkha - Patriarch - Patroonheilige - Paulicianen - Paus - Paus Johannes Paulus II - Pema Chödrön - Pesach - Pha Bang - Piëtisme - Pileolus - Pinksteren - Plebaan - Poerim - Polonnaruwa - Polytheïsme - Pontificalia - Pope - Potala - Pranayama - Pratik - Predestinatie - Preek - Prelaat - Prelatuur - Priester - Primaat - Prins-bisschop - Prior - Profetie - Protestantisme - Pseudepigraaf - Purificatorium - Puritanisme - Pyxis

## Q
Al Qaida - 
Qibla -

## R
Rabbijn - Rabbijnse literatuur - Rahula - Raja-yoga - Rama - Ramadan - Ramayana - Rangjung Dorje - Rangjung Rigpey Dorje - Rastafarianisme - Reformatie- Reiki - Reïncarnatie - Religie - Religieus humanisme - Relikwie - Ricard, Matthieu - Rig-Veda - Rimé-beweging - Rite (religie) - Rochet - Rolpey Dorje - Romeinse godsdienst - Rooms-Katholieke Kerk - Rozenkruisers - Russell, Charles Taze - Rutherford, Joseph Franklin

## S
Sabbat - Sabellianisme - Sacrament - Sacramentalia - Sacristie - Sacristiecredens - Sadrach - Santería - Sakadagami - Sakya - sakya trizin - Salafisme - Salat - Samadhi (boeddhisme) - Samadhi (yoga) - Samkhya - Samsara - Samye - Sanatan Dharma - Sangha - Sanskriet - Santiago de Compostela - Sariputta - Sarnath - Satan - Satanisme - Sathya Sai Baba - Scapulier - Schepping - Schroeder, Albert D. - Scientology - Secularisatie - Sekte - Servatius - Shabdrung - Shaivisme - Shaktisme - Shamarpa - Shaolin - Sharia - Sheng-yen - Shintoïsme - Shiva - Shruti - Shudra - Shunryu Suzuki - Sikhisme - Simchat Thora - Sita - Sjamaan - Sjamanisme - Sjavoeot - Sjema - Sjiisme - Smaragden Tafel - Smartisme - Soefi - Soefisme - Soekot - Soenna - Soera - Sönam Gyatso - Songtsen Gampo - Sotapanna - Soteriologie - Spiritisme - Spiritueel humanisme - Srimad bhagavatam - Steiner, Rudolf - Stoepa - Stola - Stolp, Hans - Straf - Suikerfeest - Sunyata - Superplie - Suttapitaka - Symbool - Synagoge - Syncretisme - Synode

## T
Tabernakel - Tabor - Taizé - Talmoed - Tanchelm - Tantrische yoga - Tao - Tao Te Ching - Taoïsme - Taraka Brahma - Tarot - Tashilhunpo - Temedad - Tempel - Tempelberg - Tenach - Tengrisme - Tenzin Gyatso - Thaise Bostraditie - Theïsme - Thekchok Dorje - Thelema - Theodicee - Theofanie -Theologie - Theosofie - Theravada boeddhisme - Theravada bedevaart - Thich Nhat Hanh - Thomas a Kempis - Thomisme Thongwa Dönden - Thor - Thora - Thubten Chökyi Nyima - Thubten Gyatso - Tiara - Tibetaans boeddhisme - Tibetaans boeddhistische canon - Tibetaans dodenboek - Tibetaans wierook - Tien Geboden - Tien ketens - Tien Voorschriften - Tien woorden -  Tilopa - Tintinnabulum - Toga - Totem - Totemisme - Traditie - Trance - Transcendente meditatie - Transcendentie - Transsubstantiatie - Trimurti - Trinley Gyatso - Trinley Thaye Dorje - Trisong Detsen - Tsangyang Gyatso - Tsedaka - Tsültrim Gyatso - Tulku - Tuniek - Turiya - Twee-naturenleer

## U
Uitverkiezing - Ultramontanisme - Unitarianisme - Universalisme - Upanishads - Uposatha

## V
Vagevuur - Vaisheshika - Vaishnavisme - Vaishya - Vajrayana Boeddhisme - Vassa - Vasten - Vaticaan - Vedanta - Veda's - Verdoemenis - Verenigingskerk - Vergeving - Verlichting (boeddhisme) - Verlossing - Verzoening - Vesakha Puja - Vier Nobele Waarheden - Vier verheven toestanden - Vijf Voorschriften - Vijf khandhas - Vinaya - Vipassana - Vipassana meditatie - Vishnoe - Volksdevotie - Volksislam - Vormsel - Vodou - Vrienden van de Westerse Boeddhistische Orde - Vrijzinnigheid - Vroege boeddhistische scholen - Vroom

## W
Wahabisme - Wangchug Dorje - Wat - Wat Si Saket - Wat Phnom - Wedergeboorte - Wereldgodsdienst - Westers boeddhisme - Westerse Boeddhistische Orde - Wicca - Wierook - Wodan - Wonder - Witte Donderdag - Winti

## X
Xuanzang

## Y
Yantra (yoga) - Yeshe Dorje - Yin Yang - YMCA - Yoga - Yogadieet - Yönten Gyatso - Youth for Christ

## Z
Zakat - Zaligverklaring - Zarathustra - Zazen - Zeloten - Zenboeddhisme - Zending - Zending op Soemba - Zes Bovennatuurlijke Krachten - Zes zintuigen - Zeus -  Zevendedags-Adventistendieet - Zeven deugden - Ziekenzalving - Ziel - Zijaltaar - Zilveren Pagode (Phnom Penh) - Zoeaaf - Zohar - Zonde (christendom) - Zonde (religie) - Zondeval - Zondvloed - Zoroastrianisme - Zouaaf - Zuiver Land-boeddhisme - Zuster